# Leiopathes glaberrima
Leiopathes glaberrima är en korallart som först beskrevs av Eugen Johann Christoph Esper 1792.  Leiopathes glaberrima ingår i släktet Leiopathes och familjen Leiopathidae. Inga underarter finns listade i Catalogue of Life.